# Everyone Should Be Killed
Everyone Should Be Killed è il primo album in studio del gruppo grindcore statunitense Anal Cunt, pubblicato nel 1994.

## Tracce
1. Some Songs – 0:37
2. Some More Songs – 0:49
3. Blur Including New H.C. Song – 1:16
4. Even More Songs – 0:34
5. Tim – 0:41
6. Judge – 0:43
7. Spin Cycle – 0:29
8. Song #8 – 2:09
9. Pavorotti – 0:52
10. Unbelievable (EMF cover) – 0:42
11. Music Sucks – 0:25
12. Newest H.C. Song #1 – 0:13
13. Chiffon and Chips – 0:49
14. Guy Smiley – 0:59
15. Seth – 0:52
16. I'm Not Allowed to Like A.C. Any More Since They Signed to Earache – 1:21
17. A. Ex. A Blur – 0:41
18. G.M.O.T.R. – 0:51
19. I'm Wicked Underground – 0:34
20. Blur Including G – 1:02
21. Shut Up Mike – 0:19
22. Abomination of Unnecessarily Augmented Composition Monickers – 0:49
23. Radio Hit – 1:04
24. Loser – 0:55
25. When I Think of True Punk Rock Bands, I Think of Nirvana and the Melvins – 1:31
26. Eddy Grant (Cover di Electric Avenue di Eddy Grant) – 0:47
27. MTV Is My Source for New Music – 1:05
28. Song Titles Are Fucking Stupid – 0:33
29. Having to Make Up Song Titles Sucks – 1:03
30. Well You Know, Mean Gene... – 0:51
31. Song #5 – 5:36
32. Iron Funeral – 2:00
33. Chapel of Gristle – 0:48
34. Hellbent for Leatherman – 0:43
35. Alcoholic – 2:43
36. Chump Change – 0:30
37. Slow Song from Split 7 – 1:40
38. Les Binks' Hairstyle – 0:57
39. Newest H.C. Song #2 – 0:19
40. Greatful Dead – 1:20
41. Ageing Disgracefully – 1:06
42. Brutally Morbid Axe of Satan – 0:20
43. Surfer – 0:59
44. You Must Be Wicked Underground If You Own This – 1:05
45. Choke Edge – 1:06
46. Otis Sistrunk – 0:37
47. Russty Knoife – 0:37
48. Fred Bash – 0:12
49. Guess Which 10 of These Are Actual Song Titles – 0:46
50. Our Band Is Wicked Sick (We Have the Flu) – 0:32
51. Guy le Fleur – 1:39
52. Song #3 – 1:04
53. Empire Sandwich Shop – 0:33
54. Morrissey – 0:41
55. Selling Out By Having Song Titles on His Album – 0:38
56. Grindcore Is Very Terrifying – 0:29
57. Song #6 – 2:53
58. Guy Lombardo – 0:42

## Formazione
- Seth Putnam – voce, chitarra
- John Kozik – chitarra
- Tim Morse – batteria
- Fred Ordonez – chitarra